# Albuino de Brixen
Albuino de Brixen (Carintia, s. X - Bresanona, 5 de febrero de 1005 o 1006), conocido también como Albuino de Bresanona, Albuino de Sabonia, Albino de Säben-Brixen o Albino, fue noble y obispo austriaco Es venerado como santo por la Iglesia católica y su fiesta se celebra el 5 de febrero.

## Hagiografía

### Linaje
Albuino nació en Carintia, en el Sacro Imperio Romano Germánico, en el siglo X. Era miembro de la prestigiosa familia de los Aribonen de Carintia, nobles austriacos. Su padre era el conde de Pablo de Carintia, quien recibía el título de Margrave Su madre, Hidelgarda, la Margravina de Carintia, pertenecía a la familia del monarca Enrique II. Se considera que Hidelgarda y Enrique, son santos católicos, al igual que Albuino

### Vida religiosa
En el 975, Albuino fue elegido obispo de Sabiona, en lo que hoy es Bolzano, provincia italiana. Fue sucesor del obispo Richbert. Fue también consejero del emperador del Sacro Imperio, Otón II, quién entregaría el poder décadas después a Enrique II, el 14 de febrero de 1004, un año o dos, (dependiendo la fuente) antes de la muerte de Albuino.
Otón lo dotó de muchos bienes, como agradecimiento por sus consejos. Algunos de ellos, por ejemplo, era una propiedad en Ratisbona y otra en Villach, en su natal Carintia, que comprendía un castillo de la corte, y que fue transformado por él, en una iglesia, que sigue en pie hasta hoy. También se le adjudicaron terrenos en Krain.
Sin embargo, en el 991, trasladó su sede episcopal a Brixen (actual Bresanona), argumentando mayor cercanía a la diócesis que debía regir
Así se convirtió en el último obispo de Sabonia, y en el primero de Bresanona.

Albuino falleció el 5 de febrero, entre el 1005 y el 1006, en Bresanona, su sede desde 991. Fue sucedido por Adalberto.

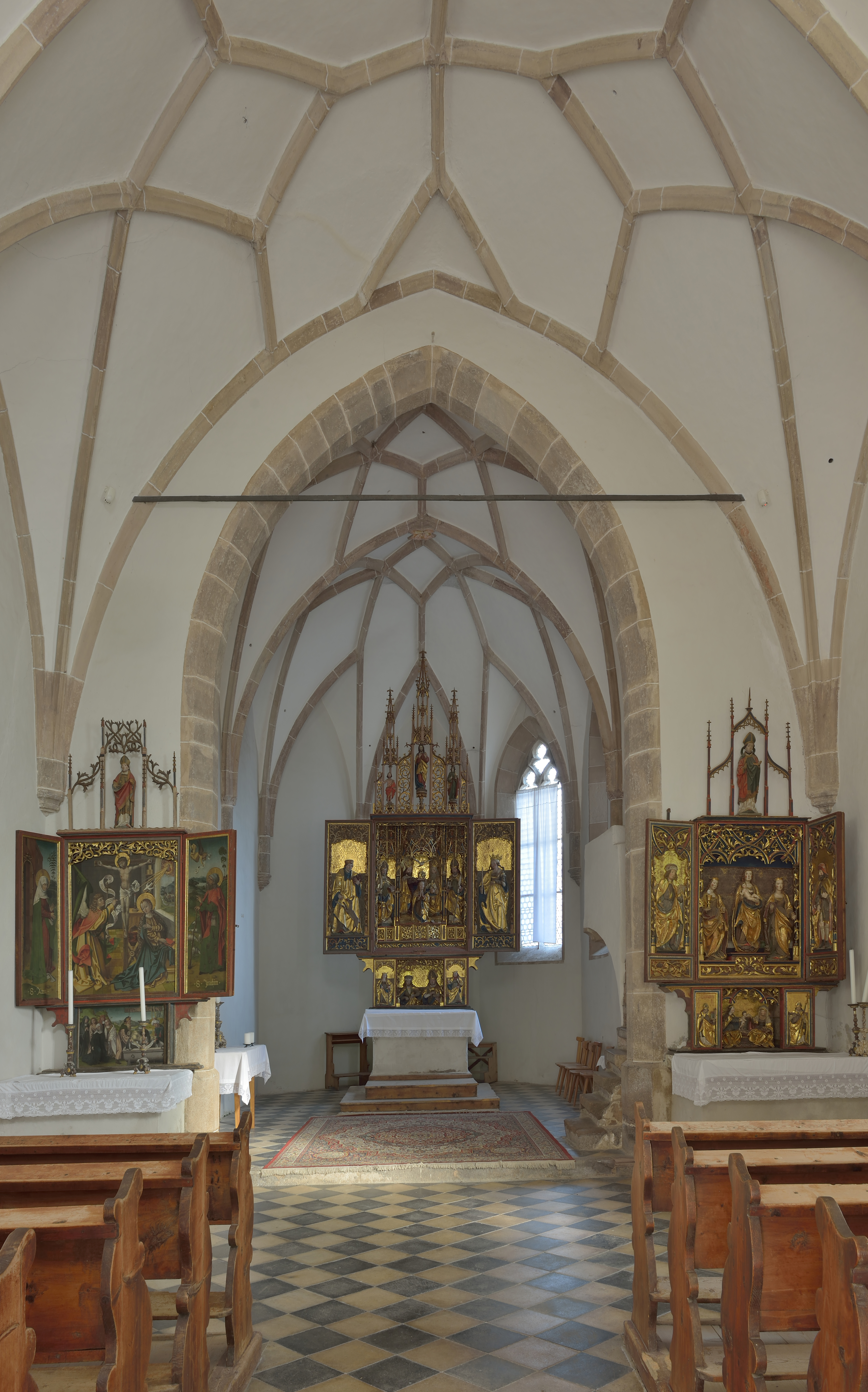
Iglesia dedicada a Albuino e Ingenuino

## Onomástico y Culto público

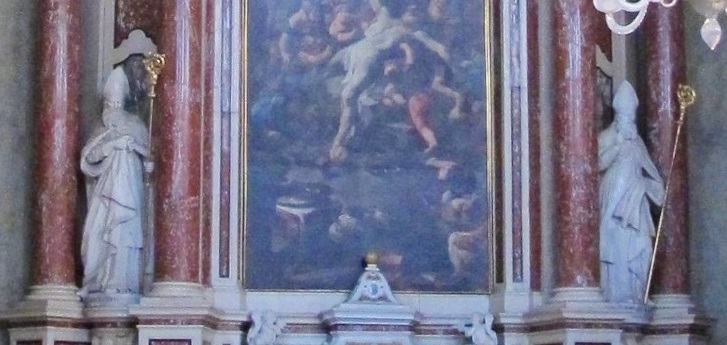
Estatuas de los santos obispos Ingenuino y Albuino en el altar mayor, en la catedral de Bresanona, donde se veneran sus reliquias.

Es venerado como santo desde el siglo IX y se le considera junto al primer obispo de Sabonia, Ingenuino, patrón de la ciudad y diócesis de Bolzano - Bresanona. A ambos se les conmemora el 5 de febrero.
Sus reliquias fueron llevadas a la Catedral de Bresanona, donde reposan hasta el día de hoy. El traslado se hizo en el año 1141, y también se cuenta que allí se encuentra una casulla que pudo pertenecerle a Albuino en vida.
Se le representa junto a Ingenuino, con mitra y báculo, sosteniendo un libro rojo.